# Albrecht Wilhelm Roth
Albrecht Wilhelm Roth  (Doetlingen, 6 de janeiro de 1757 — Vegesack, 16 de outubro de 1834) foi um médico e botânico alemão .

## Algumas publicações
- Verzeichniss derjenigen Pflanzen, welche nach der Anzahl und Beschaffenheit ihrer Geschlechtstheile nicht in den gehörigen Klassen und Ordnungen des linneischen Systems stehen. Richter, Altenbourg, 1781
- Beyträge zur Botanik. Ed. G.L. Förster, Bremen, dos vols. 1782-1783
- Botanische Abhandlungen und Beobachtungen. Ed. J.J. Winterschmidt, Nuremberg 1787
- Tentamen florae germanicae. Ed. J.G. Müller, Leipzig, tres tomos en cuatro vols. 1788-1800
- Catalecta botanica quibus plantae novae et minus cognitae describuntur atque illustrantur ab Alberto Guilielmo Roth. Ed. J.G. Müller, Leipzig, tres vols. El tercer volumen sobre algas fue de la pluma de Franz C. Mertens), 1797-1806, que también lo ilustró
- Neue Beyträge zur Botanik. Ed. F. Wilman, Fráncfort del Meno. 1802
- Novae plantarum species praesertim Indiae orientalis, 1821
- Enumeratio plantarum phaenogamarum in Germania sponte nascentium, 1827
- Manuale botanicum peregrinationibus botanicis accomodatum. Sive prodromus enumerationis plant. phaenogam. Ed. Hahn, Leipzig, 3 vols. 1830

## Homenagens
O gênero botânico Rothia Pers. 1806 da subfamília Faboideae foi nomeado em sua honra.